# کارلوس مونیوز
کارلوس آندرس مونیوز روخاس (اسپانیایی: Carlos Andrés Muñoz Rojas‎؛ زادهٔ ۲۱ آوریل ۱۹۸۹) بازیکن فوتبال اهل شیلی است.

## باشگاهی
از باشگاه‌هایی که در آن بازی کرده‌است می‌توان به کولو-کولو، بنی یاس و الاهلی امارات اشاره کرد.

## تیم ملی
وی همچنین در تیم ملی فوتبال شیلی بازی کرده‌است.